# 刘永康
刘永康（1934年10月—），男，藏族，四川炉霍人，中华人民共和国军事人物，中国人民解放军少将，曾任西藏军区副司令员，西藏自治区政协副主席，贵州省军区副司令员。